# Marla English
Marla English (eigentlich Marleine Gaile English; * 4. Januar 1935 in San Diego, Kalifornien; † 10. Dezember 2012 in Tucson, Arizona) war eine US-amerikanische Schauspielerin der 1950er Jahre.

## Leben
Nach dem Gewinn eines Schönheitswettbewerbes in ihrer Heimatstadt unterzeichnete sie einen Kontrakt mit Paramount Pictures. Für eine Wochengage von $150 hatte sie 1954 winzige Rollen in Filmen wie Red Garters und Das Fenster zum Hof.
Ihren Durchbruch sollte sie neben Spencer Tracy im Drama Berg der Versuchung erleben, der in Frankreich gedreht wurde, weshalb English eine Pockenschutzimpfung erhielt. Da sich daraufhin ein Fieberschub einstellte, beschloss sie, den Film abzusagen und wurde von Paramount durch Barbara Darrow ersetzt. In einem Interview des Parade Magazine erklärte sie im September 1955, dass sie einen damit einen dummen Schritt getan habe und nicht genau wisse, warum sie sich gegen den Film entschieden habe. Ein Bekannter erzählte dem Blatt, English habe sich in Paramount-Kollege Larry Pennell verliebt und aus Protest gegen dessen Nichtbesetzung im Film die Reise nach Frankreich abgesagt.
So blieben fast ausschließlich B-Filme für English während ihrer Hollywood-Karriere. Man sah sie 1956 in Ganoven, Halunken, flotte Weiber, Runaway Daughters, dem Horrorfilm Geschöpf des Schreckens und dem Western Blut und Sporen; 1957 schließlich in Voodoo Woman. 1955 war sie neben John Ireland und Pennell in Hell’s Horizon besetzt worden. Zu Zeiten wurde sie aufgrund ihres sehr guten Aussehens „Des Armen Mannes Elizabeth Taylor“ genannt.
1956 beendete sie im Alter von 21 Jahren ihre darstellerische Karriere, als sie den Geschäftsmann A. Paul Sutherland kennenlernte, mit dem sie bis zu ihrem Tode verheiratet war.

## Filmografie (Auswahl)
- 1954: Red Garters
- 1954: Das Fenster zum Hof (Rear Window)
- 1955: Hell’s Horizon
- 1956: Ganoven, Halunken, flotte Weiber (Three Bad Sisters)
- 1956: Geschöpf des Schreckens (The She-Creature)
- 1956: Blut und Sporen (Flesh and the Spur)
- 1956: Runaway Daughters
- 1957: Voodoo Woman